# H.H. Engelbewaarderskerk (Badhoevedorp)
De H.H. Engelbewaarderskerk is een rooms-katholieke kerk aan de Pa Verkuijllaan te Badhoevedorp. 
De Engelbewaarderskerk werd gebouwd tussen 1937-1939 in Badhoevedorp naar ontwerp van Jan van Hardeveld. De bouwpastoor was F.H.J.M. Cornet uit Lijnden. De kerk is gewijd aan de heilige Engelbewaarders.
De kerk is een driebeukige basilicale kerk met zadeldaktoren. De kerk werd gebouwd op de hoek van de Adelaarstraat en de Schuilhoevelaan, de laatste is na de Tweede Wereldoorlog hernoemd in Pa Verkuijllaan, naar de verzetsstrijder Matthijs Verkuijl uit Badhoevedorp. 
De kerk is in de jaren 1941-1944 voorzien van schilderingen van Lambert Simon. In de schilderingen wordt verbeeld dat Badhoevedorp door beschermengelen is behoed tegen bombardementen.